# 呂龍光
呂龍光（？—？），字慕津，一字賓南，廣東惠州府歸善縣三多祝人（今惠州市惠東縣多祝鎮鳳崗村），清朝政治人物，道光壬午會元，登二甲進士，官至四川峨眉縣知縣。呂龍光也是惠州歷史上唯一一位會元。

## 生平
道光二年（1842年），壬午恩科京都會試中式第一名，稱“會元”，殿試中式第二甲第21名進士，賜進士出身。
初任內廷教習，改授四川省敘州府永甯縣知縣、四川嘉定府峨眉縣知縣；興利除弊，諸多善政。峨嵋向有兄死娶嫂之俗，龍光嚴禁之，犯者置於法。不數月而俗革。捐廉金創置峨山書院學金。造橋三座，重建文風塔。編《峨山志》，搜殘補缺始成全書。道光八年（1828年）和二十九年（1849年）兩充四川同考官，賞拔悉當。年五十三卒于任。